# Ozarba albicostata
Ozarba albicostata är en fjärilsart som beskrevs av Druce 1899. Ozarba albicostata ingår i släktet Ozarba och familjen nattflyn. Inga underarter finns listade i Catalogue of Life.